# Nikolaj Nikolajevitsj Polikarpov

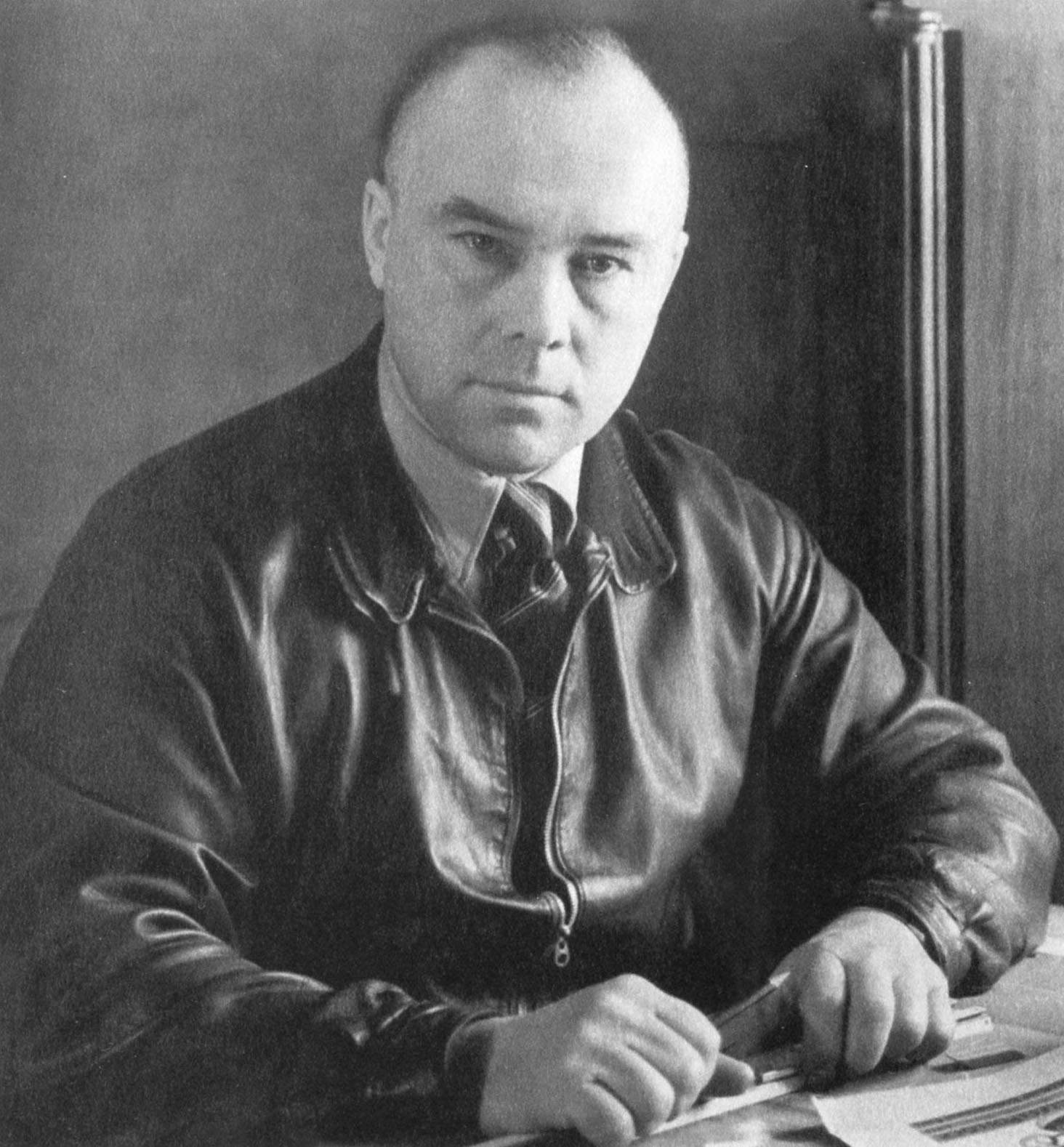
Nikolaj Nikolajevitsj Polikarpov

Nikolaj Nikolajevitsj Polikarpov (Russisch: Николай Николаевич Поликарпов) (Georgiejevskoje (Oblast Orjol), 26 juni(jul.) 8 juli 1892(greg.) - Moskou, 30 juli 1944) was een Russisch ontwerper van vliegtuigen. Zijn Polikarpov I-16 was in 1941 het meest gebruikte sovjet-gevechtsvliegtuig. Hij was een Held van de Socialistische Arbeid.